# Tập đoàn quân số 8 (Đức Quốc xã)
Tập đoàn quân số 8 (tiếng Đức: 8. Armee) là một đơn vị tác chiến cấp Tập đoàn quân của Lục quân Đức Quốc xã trong Thế chiến thứ hai. Nó tồn tại hai lần trong chiến tranh, trong cuộc xâm lược Ba Lan năm 1939 và ở Mặt trận phía Đông từ năm 1943 trở đi.
Tập đoàn quân số 8 được biên chế lần đầu tiên vào ngày 1 tháng 8 năm 1939 do tướng Johannes Blaskowitz chỉ huy. Năm 1939, nó là một phần của Cụm tập đoàn quân phía Nam của Gerd von Rundstedt trong cuộc xâm lược Ba Lan. Nó bao gồm hai quân đoàn, X. Armeekorps và XIII. Armeekorps, chịu trách nhiệm phía bắc mặt trận của Cụm tập đoàn quân Nam. Tập đoàn quân đã tham gia những cuộc giao tranh ác liệt trong Trận Bzura. Sau khi kết thúc chiến dịch Ba Lan, nó được tổ chức lại thành Tập đoàn quân số 2 tham gia Trận chiến nước Pháp năm 1940.
Năm 1943, nó được cải tổ sau Trận Kursk từ Cánh quân Kempf. Sau những trận phòng thủ ác liệt suốt các năm 1943, 1944 và những tháng đầu năm 1945, cuối cùng nó đã đầu hàng quân độc Đồng Minh ở Áo vào năm 1945. Nó đã chiến đấu ở Hungary, Romania và Áo vào năm 1944 và 1945.

## Chỉ huy
Chân dung
| Tập tin:No image available (photo).jpg | {{{officeholder}}} |
| Tập tin:No image available (photo).jpg | {{{officeholder}}} |
| Tập tin:No image available (photo).jpg | {{{officeholder}}} |